# پلیس گتو یهودی

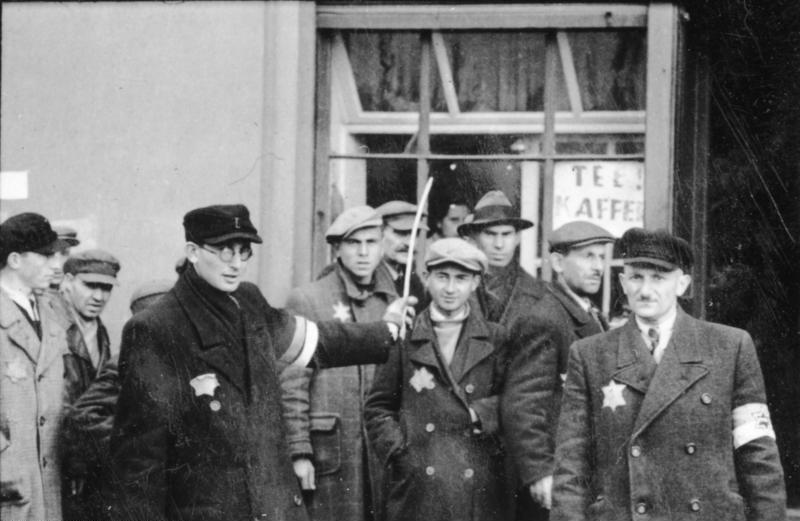
نیروهای پلیس یهودی در گتو ووچ، ۱۹۴۰

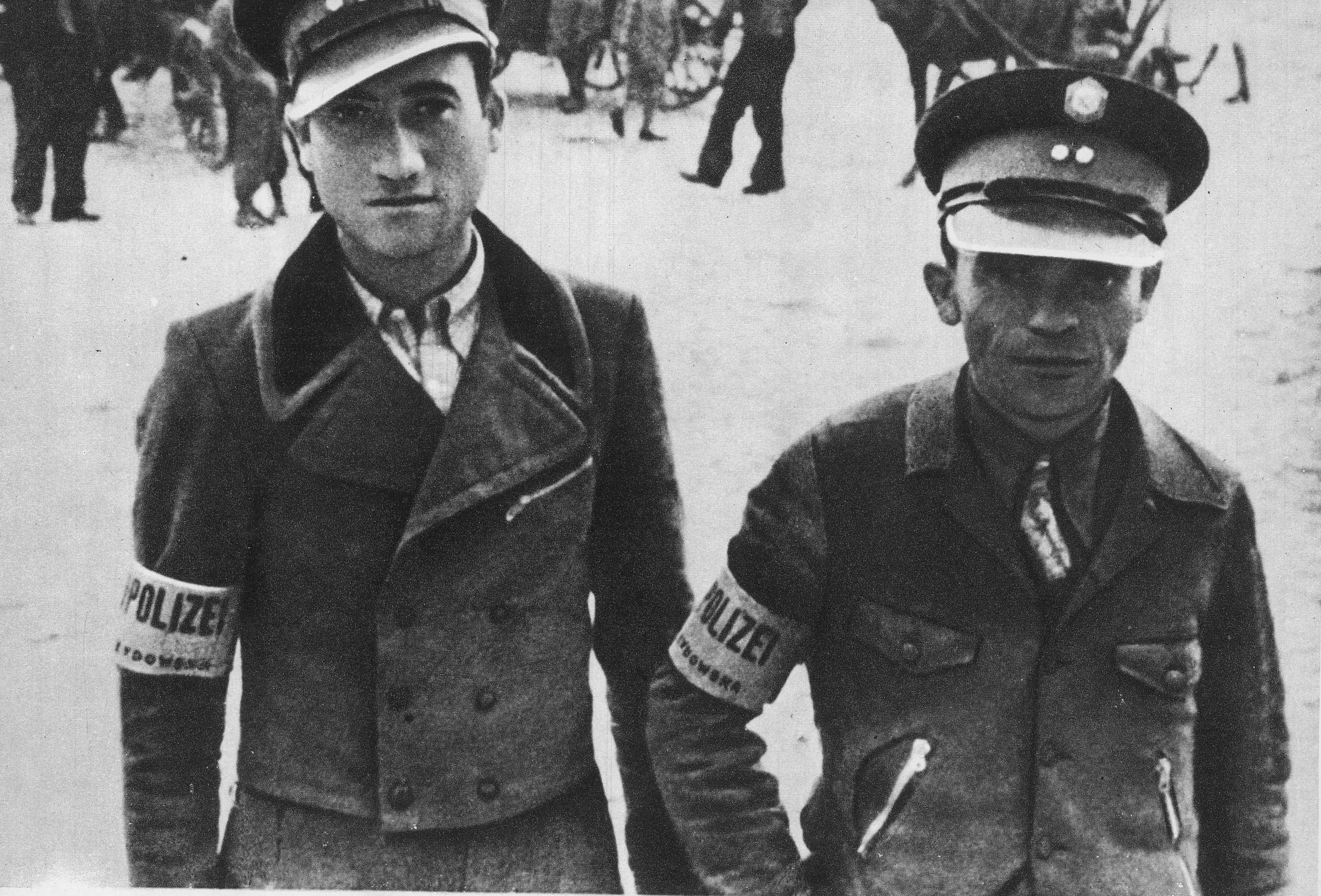
مردان پلیس یهودی در ونگروو، لهستان اشغالی

پلیس گتو یهودی (به آلمانی: Jüdische Ghetto-Polizei) که گاه پلیس یهودی نیز خوانده می‌شود نیروهای پلیس کمکی ترتیب داده شده توسط یودنرات (شورای یهودیان) درون گتوهای آلمان نازی بودند.

## معرفی
اعضای پلیس یهودی معمولاً یونیفورم‌های رسمی نداشتند و اغلب تنها یک بازوبند شناسایی، کلاه و نشان داشتند. آنها اجازه حمل اسلحه گرم نداشتند، اگرچه باتون نیز به همراه داشتند. در بعضی موارد که یودنرات در برابر دستورهای آلمان مقاومت نشان می‌داد، از پلیس یهودی برای کنترل یا جایگزینی شورا استفاده می‌شد. یکی از بزرگترین واحدهای پلیس یهودی در گتو ورشو وجود داشت، جایی که تعداد اعضای پلیس گتو حدود ۲۵۰۰ نفر بود. گتو ووچ حدود ۱۲۰۰ و گتو لووف ۵۰۰ نفر پلیس یهودی داشت.
آناتول چاری، پلیسی در گتو ووچ، در خاطرات خود شرح کار خود را از جمله در حفاظت از انبارهای مواد غذایی ، کنترل کارکنان نانوایی، و همچنین گشت‌زنی‌هایی با هدف ضبط مواد غذایی ساکنان گتو، می‌دهد. به گفته او، پلیس‌های یهودی در کلاهبرداری توسط جیره‌های غذایی و نیز مجبور کردن زنان به ارائه خدمات جنسی در ازای تهیه نان دست داشتند. امانوئل رینگل‌بلوم، مورخ یهودی لهستانی و آرشیویست گتوی ورشو، بی رحمی پلیس یهودی گتو را «گاه بیشتر از آلمانی‌ها، اوکراینی‌ها و لتونیایی‌ها» توصیف کرده‌است.